# Équipe de Suisse de football en 1996
Cet article présente les résultats de l'équipe de Suisse de football lors de l'année 1996. En août, elle rencontre pour la première fois l'équipe d'Azerbaïdjan.

## Bilan
|           | Nombre de matchs | Victoires | Défaites | Matchs nuls | Buts marqués | Buts encaissés |
| Domicile  | 3                | 1         | 2        | 0           | 3            | 3              |
| Extérieur | 4                | 1         | 2        | 1           | 4            | 5              |
| Neutre    | 3                | 0         | 2        | 1           | 1            | 4              |
| Total     | 10               | 2         | 6        | 2           | 8            | 12             |

## Matchs et résultats
| Match amical                             | Luxembourg | 1 - 1   | Suisse     | Josy-Barthel, Luxembourg                     |                                              |
| 13 mars 1996 · Historique des rencontres | Cardoni 8e | (1 - 0) | 75e Sforza | Spectateurs : 1 937 Arbitrage : Amand Ancion | Spectateurs : 1 937 Arbitrage : Amand Ancion |
| 13 mars 1996 · Historique des rencontres | Rapport    |         |            | Spectateurs : 1 937 Arbitrage : Amand Ancion | Spectateurs : 1 937 Arbitrage : Amand Ancion |

| Match amical                             | Autriche  | 1 - 0   | Suisse | Ernst-Happel, Vienne                           |                                                |
| 27 mars 1996 · Historique des rencontres | Ogris 73e | (0 - 0) |        | Spectateurs : 23 800 Arbitrage : Fernand Meese | Spectateurs : 23 800 Arbitrage : Fernand Meese |
| 27 mars 1996 · Historique des rencontres | Rapport   |         |        | Spectateurs : 23 800 Arbitrage : Fernand Meese | Spectateurs : 23 800 Arbitrage : Fernand Meese |

| Match amical                              | Suisse                                    | 2 - 0   | Pays de Galles | Cornaredo, Lugano                               |                                                 |
| 24 avril 1996 · Historique des rencontres | Coleman 32e (csc) · Türkyılmaz 42e (pen.) | (2 - 0) |                | Spectateurs : 8 500 Arbitrage : Loris Stafoggia | Spectateurs : 8 500 Arbitrage : Loris Stafoggia |
| 24 avril 1996 · Historique des rencontres | Rapport                                   |         |                | Spectateurs : 8 500 Arbitrage : Loris Stafoggia | Spectateurs : 8 500 Arbitrage : Loris Stafoggia |

| Match amical                              | Suisse     | 1 - 2   | Tchéquie     | Stade Saint-Jacques, Bâle                       |                                                 |
| 1er juin 1996 · Historique des rencontres | Grassi 34e | (1 - 1) | 23e 84e Kuka | Spectateurs : 14 400 Arbitrage : Georg Dardenne | Spectateurs : 14 400 Arbitrage : Georg Dardenne |
| 1er juin 1996 · Historique des rencontres | Rapport    |         |              | Spectateurs : 14 400 Arbitrage : Georg Dardenne | Spectateurs : 14 400 Arbitrage : Georg Dardenne |

| Euro 1996                                       | Angleterre  | 1 - 1   | Suisse                | Wembley, Londres                                  |                                                   |
| 8 juin 1996 · 15h00 · Historique des rencontres | Shearer 23e | (1 - 0) | 84e (pen.) Türkyılmaz | Spectateurs : 76 567 Arbitrage : Manuel Díaz Vega | Spectateurs : 76 567 Arbitrage : Manuel Díaz Vega |
| 8 juin 1996 · 15h00 · Historique des rencontres | Rapport     |         |                       | Spectateurs : 76 567 Arbitrage : Manuel Díaz Vega | Spectateurs : 76 567 Arbitrage : Manuel Díaz Vega |

| Euro 1996                                        | Suisse  | 0 - 2   | Pays-Bas                  | Villa Park, Birmingham                         |                                                |
| 13 juin 1996 · 19h30 · Historique des rencontres |         | (0 - 0) | 66e Cruyff · 79e Bergkamp | Spectateurs : 39 000 Arbitrage : Atanas Uzunov | Spectateurs : 39 000 Arbitrage : Atanas Uzunov |
| 13 juin 1996 · 19h30 · Historique des rencontres | Rapport |         |                           | Spectateurs : 39 000 Arbitrage : Atanas Uzunov | Spectateurs : 39 000 Arbitrage : Atanas Uzunov |

| Euro 1996                                        | Écosse      | 1 - 0   | Suisse | Villa Park, Birmingham                         |                                                |
| 18 juin 1996 · 19h30 · Historique des rencontres | McCoist 37e | (1 - 0) |        | Spectateurs : 34 946 Arbitrage : Václav Krondl | Spectateurs : 34 946 Arbitrage : Václav Krondl |
| 18 juin 1996 · 19h30 · Historique des rencontres | Rapport     |         |        | Spectateurs : 34 946 Arbitrage : Václav Krondl | Spectateurs : 34 946 Arbitrage : Václav Krondl |

| Éliminatoires CM 1998                    | Azerbaïdjan | 1 - 0   | Suisse | Tofiq-Béhramov, Bakou                           |                                                 |
| 31 août 1996 · Historique des rencontres | Rzayev 26e  | (1 - 0) |        | Spectateurs : 30 000 Arbitrage : Ryszard Wójcik | Spectateurs : 30 000 Arbitrage : Ryszard Wójcik |
| 31 août 1996 · Historique des rencontres | Rapport     |         |        | Spectateurs : 30 000 Arbitrage : Ryszard Wójcik | Spectateurs : 30 000 Arbitrage : Ryszard Wójcik |

| Éliminatoires CM 1998                      | Finlande                        | 2 - 3   | Suisse                                | Stade olympique, Helsinki                      |                                                |
| 6 octobre 1996 · Historique des rencontres | Sumiala 41e (pen.) · Kolkka 75e | (1 - 2) | 14e Lombardo · 34e Sforza · 54e Yakın | Spectateurs : 7 217 Arbitrage : Gylfi Orrasson | Spectateurs : 7 217 Arbitrage : Gylfi Orrasson |
| 6 octobre 1996 · Historique des rencontres | Rapport                         |         |                                       | Spectateurs : 7 217 Arbitrage : Gylfi Orrasson | Spectateurs : 7 217 Arbitrage : Gylfi Orrasson |

| Éliminatoires CM 1998                                | Suisse  | 0 - 1   | Norvège         | Wankdorf, Berne                                   |                                                   |
| 10 novembre 1996 · 14h30 · Historique des rencontres |         | (0 - 1) | 32e Leonhardsen | Spectateurs : 22 000 Arbitrage : Manuel Díaz Vega | Spectateurs : 22 000 Arbitrage : Manuel Díaz Vega |
| 10 novembre 1996 · 14h30 · Historique des rencontres | Rapport |         |                 | Spectateurs : 22 000 Arbitrage : Manuel Díaz Vega | Spectateurs : 22 000 Arbitrage : Manuel Díaz Vega |